# Chrpinec bělavý

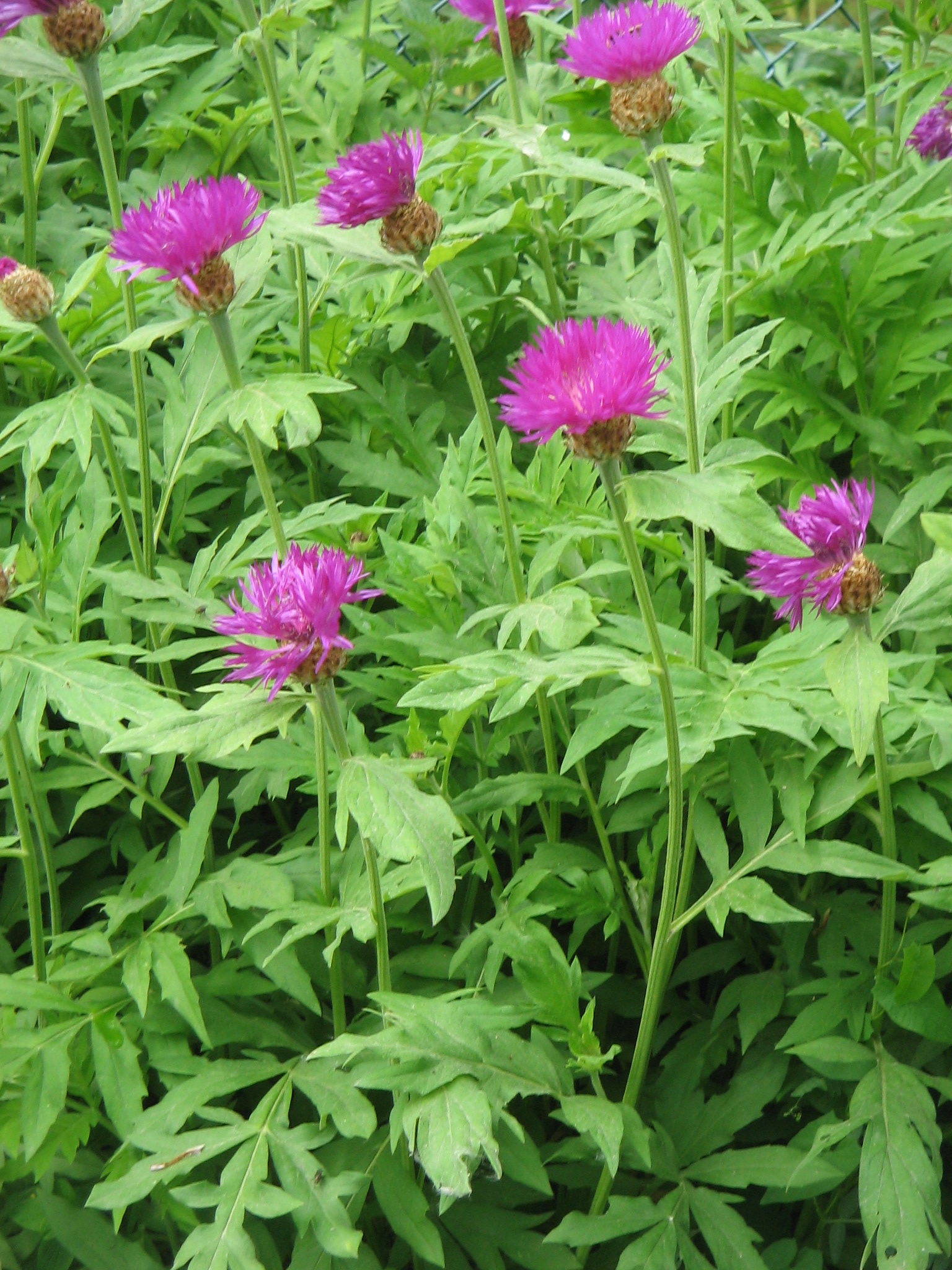
Záhon rozrostlých rostlin

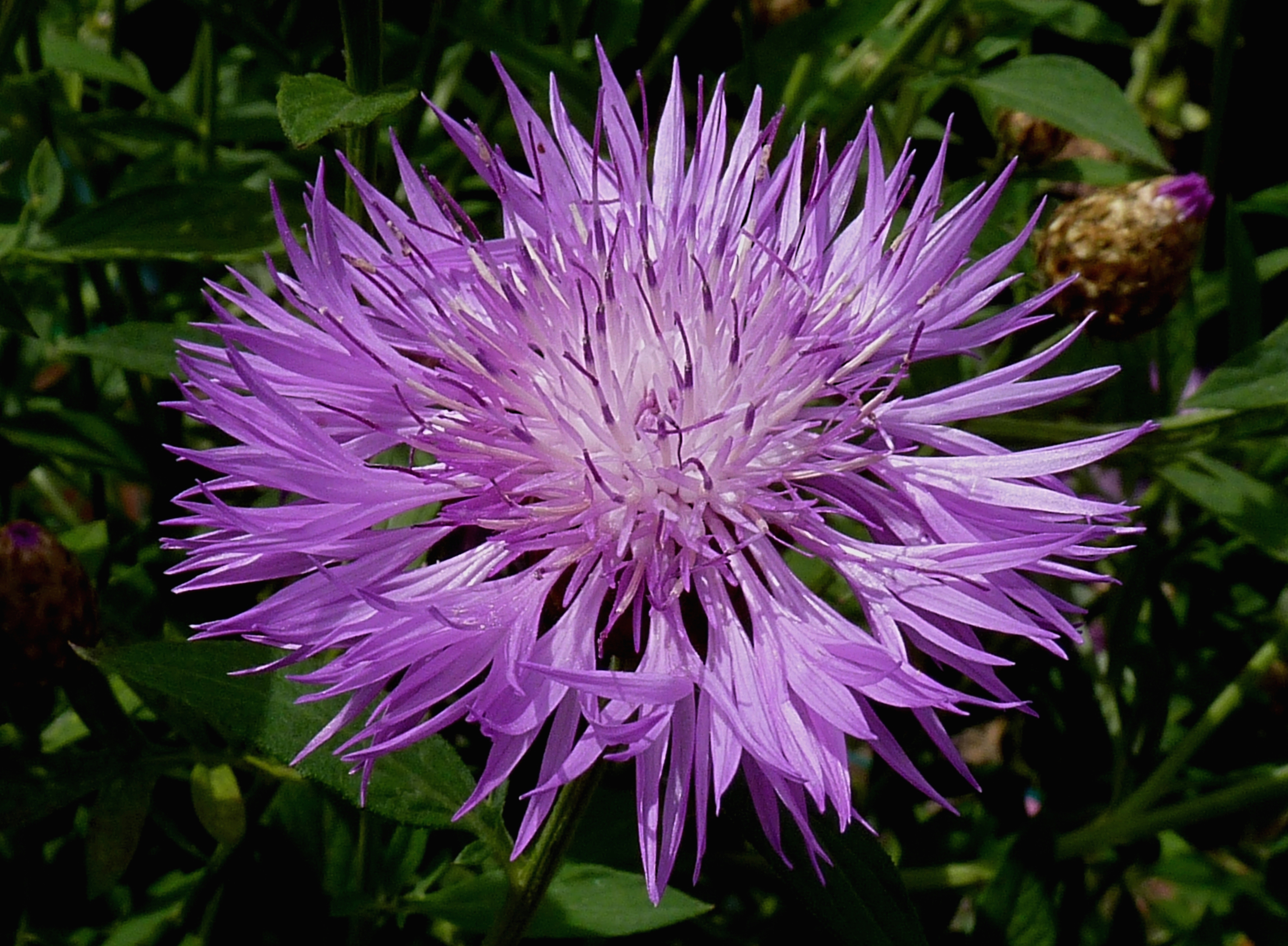
Úbor s kvetoucími květy

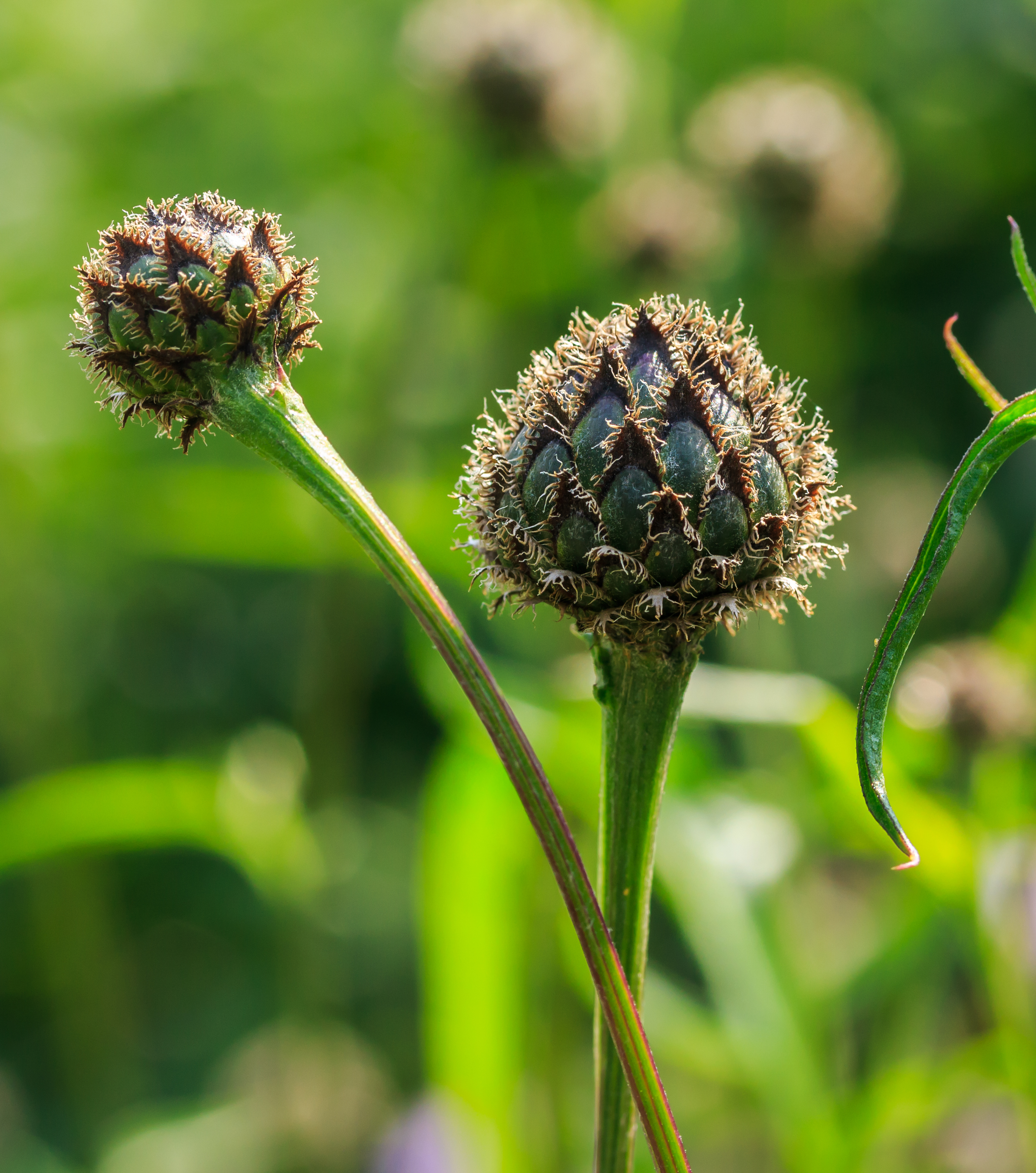
Ještě neotevřené úbory

Chrpinec bělavý (Psephellus dealbatus) je asi půl metru vysoká, vytrvalá, na zimu zatahující bylina se sytě růžovými květy sestavenými do asi 5 cm velkých květenství úborů. Tento druh byl v minulosti, pravděpodobně kvůli vzhledu, taxonomicky zařazen do rodu chrpa, s nárůstem vědomostí je pro fylogenetické odlišnosti přeřazen do rodu chrpinec. V české přírodě není původním druhem, ale objevuje se po občasném úniku z kultury jako naturalizovaný neofyt. Předpokládá se, že do volné přírody se ve většině případů dostává úmyslným vysazením.
Pochází ze severního Kavkazu (Arménie, Ázerbájdžánu a Gruzie) a přilehlé turecké Anatólie. Postupně byl pro svůj působivý vzhled a nenáročnost rozšířen milovníky květin do mnoha evropských zemí.

## Ekologie
Rostlina požaduje k vytvoření květů dostatek slunce, pokud se dostane na silně zastíněné stanoviště, vyrůstají po mnoho let pouze přízemní listové růžice. Roste v termofytiku i mezofytiku, nejlépe na půdě hluboké, humózní, hlinité i hlinitopísčité, živinami dobře zásobené a přiměřeně vlhké, snáší však i delší období sucha. Evropské zimy spolehlivě přečkává. Bylina je hemikryptofyt, raší v dubnu, kvete v červnu a červenci, plody zrají koncem léta. Na jaře nejprve vyrostou přízemní listy a následně lodyhy a listy na nich. Starší rostlina se pomocí oddenků rozrůstá do trsu až 1 m širokého. Rozmnožuje se jarním výsevem semen nebo rozdělením trsů. Ploidie druhu je 2n = 30.

## Popis
Chrpinec bělavý je vytrvalou bylinou s lodyhou dlouhou 40 až 60 cm, která vyrůstá z větvícího se oddenku. Lodyha je přímá, větvená, hustě olistěná, tlustá asi 5 mm, zdéli rýhovaná, světle zelená a po délce světle pruhovaná, ne vždy je řídce pavučinatě chlupatá. Přízemní, dlouze řapíkaté listy vyrůstají v listové růžici, jejich čepel bývá eliptická či vejčitá, dvojitě peřenosečná, až 30 cm dlouhá a 20 cm široká, lístky má úzce podlouhlé, špičaté, celokrajné, po líci tmavě zelené a rubu šedě plstnaté. Listy v dolní a střední části lodyhy jsou krátce řapíkaté, eliptické či vejčité, až 20 cm dlouhé, jednoduše peřenosečné a jejich lístky jsou úzce eliptické. Nejhořejší jeden až dva listy pod úborem jsou přisedlé, kopinaté, 2 cm dlouhé, celistvé nebo peřenosečné.
Na vrcholu lodyhy a větví roste 4 až 6 cm velký úbor s růžovými pětičetnými květy. Široce vejčitý zákrov je zakryt přívěsky listenů, které jsou ve více řadách střechovitě uspořádané a bývají hnědavě žluté. Střední okrouhlé listeny mají přívěsek hřebenitě členěný, u vnitřních je přívěsek celokrajný a za plodu ven ohnutý. Květní kalich je v době kvetení zakrslý a později dá vzniknout chmýru. Koruna květu je vespod srostlá a bělavá, nahoře je dělená do pěti úzkých cípů. Plodné oboupohlavné středové květy mají trubkovitou korunu asi 2 cm dlouhou, světle růžovou a ven z ní vystupuje růžová čnělka s bliznou. Obvodové výrazně paprskující květy jsou neplodné, mají nálevkovitou korunu až 3 cm dlouhou s nestejnými, úzkými, sytě růžovými cípy. Květy jsou opylovány létajícím hmyzem, hlavně včelami a motýly. Plod je světle hnědá, obvejčitá, mírně zploštělá nažka asi 6 mm dlouhá s krátkým chmýrem s nestejně dlouhými paprsky.

## Význam
Je rostlinou vhodnou pro květinové záhony, kde působí dekorativně po celé vegetační období. Má nápadné listy mírně podobné kapradinám. Zespodu jsou šedě bílé, shora sytě zelené a vytrvávají živé na rostlině po celou vegetační dobu, navíc po seříznutí odkvětlého úboru vyrůstají ještě nové. Přes léto rostlinu zdobí nápadné široké úbory s růžově fialovými květy a bílými středy, odtud pochází druhové jméno "bělavý". Někdy se květenství používá k řezu a usušený zákrov je vhodnou dekorací při aranžmá kytic.
Vysazuje se ve skupinkách po 3 až 10 jedincích, obvykle 7 kusů na m², nejlépe vynikne před kompaktní skupinou stromů nebo keřů. Kvete v průběhu června a července a jako trvalka záhonového charakteru je, za předpokladu omezené možnosti šíření se oddenky, hodnocena jako květina nenáročná a snadno pěstovaná. Je dlouhověkou bylinou, která na stanovišti snadno přetrvává a zhusta roste v již opuštěných zahradách. Často se objevuje v bezprostřední blízkosti svého původního pěstování, například na místech pro ukládání odpadu, kde vyrostla z vyhozených zbytků rostlin nebo i ze semen. Zahradnické provozovny obvykle pěstují odrůdy 'John Coutts' a 'Steenbergii'.